# Fiskartorget
För andra betydelser, se Fiskartorget (olika betydelser).

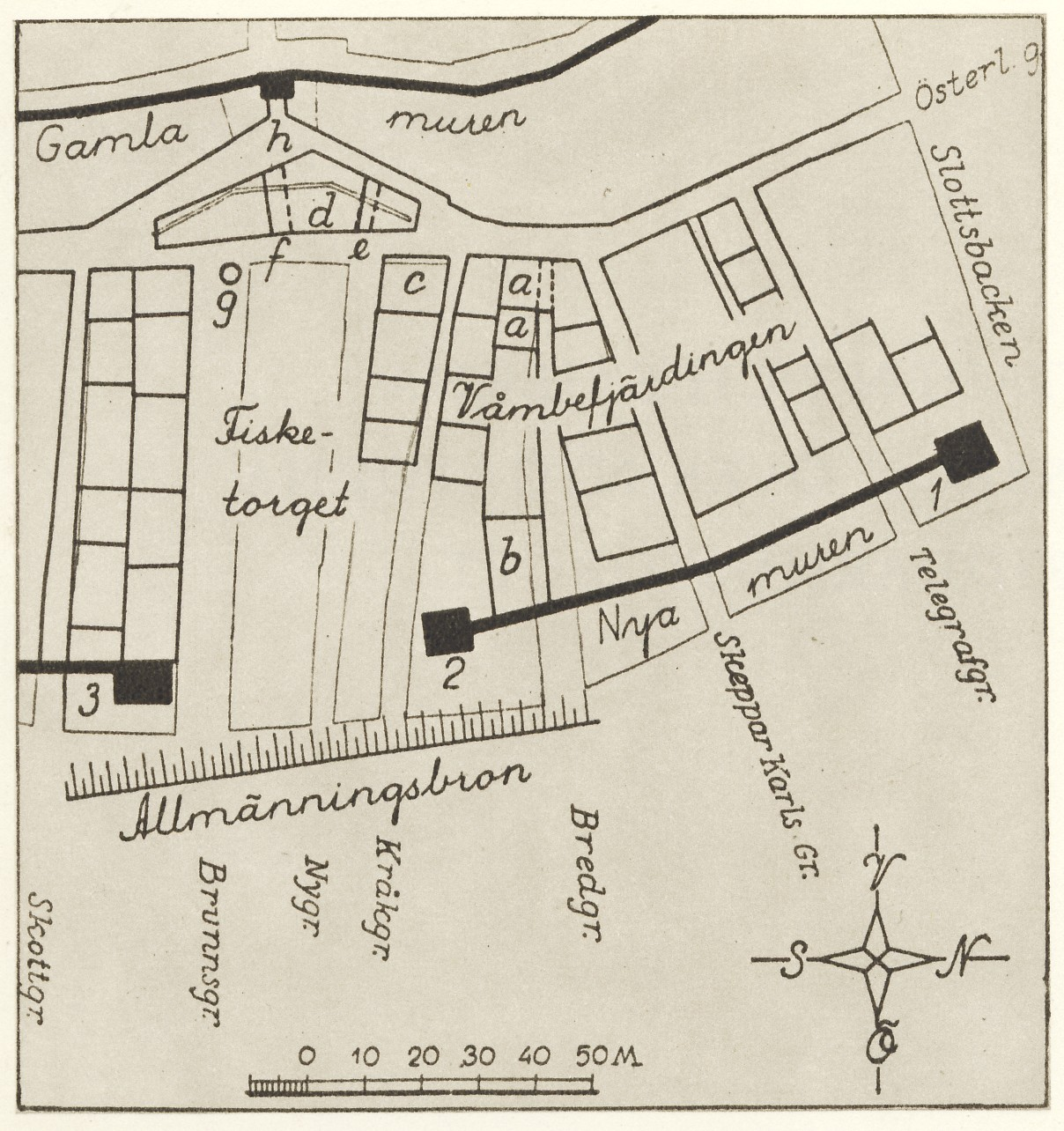
Rekonstruktion av Våmbefjärdingen och Fiskartorget på 1450-talet (norr är till höger).
a–d är större stenhus, g är torgbrunnen.

Fiskartorget (även Fisketorget eller Fiskaretorget, tidigare Fiskestrand) var under sena medeltiden Stockholms största torg. Fiskartorget låg i dagens kvarteret Diana mellan Brunnsgränd och Nygränd. Torget var en livlig handelsplats för produkter från Stockholms skärgård. Efter en brand år 1525 bebyggdes området och torget försvann.

## Historik

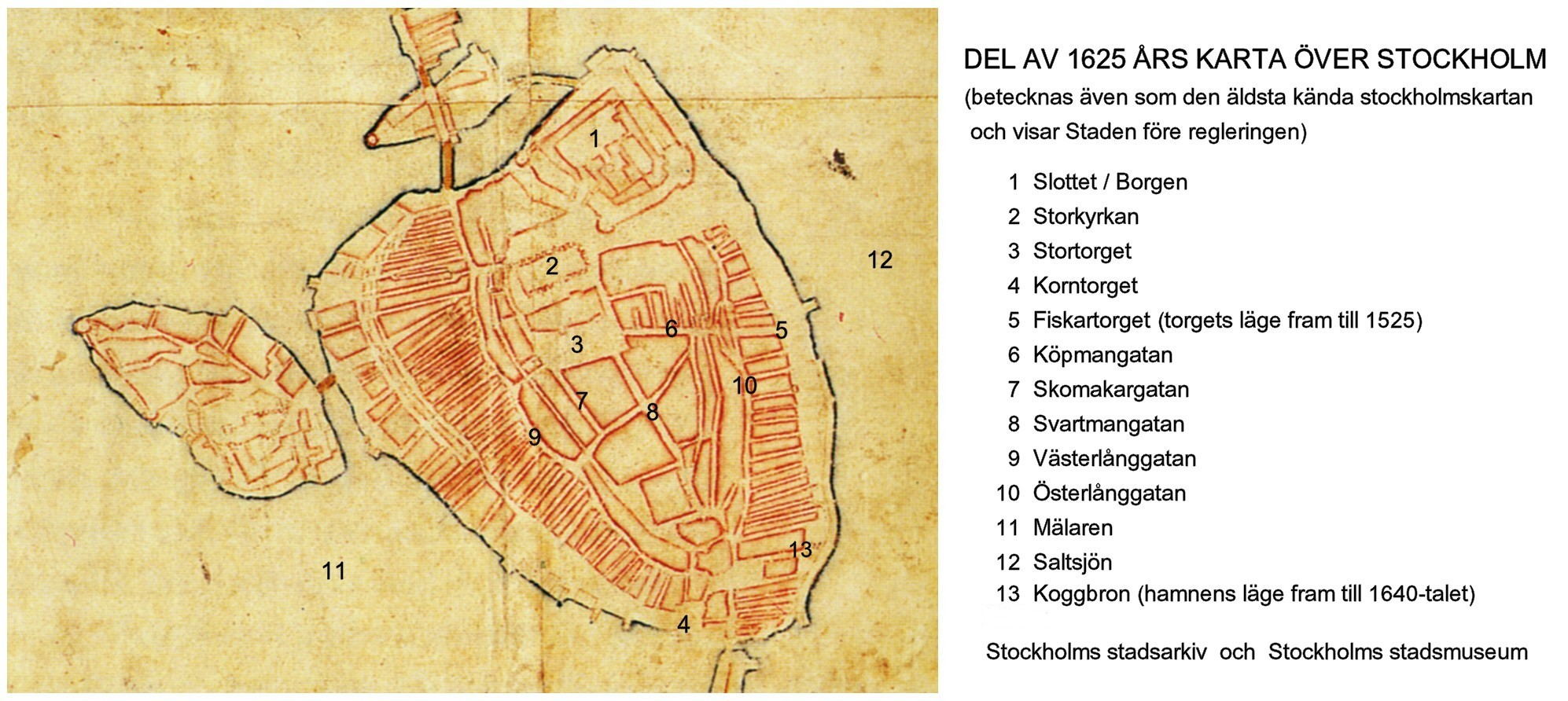
Fiskartorgets tidigare läge utmärkt på en karta från tidigt 1600-tal, se punkt 5.

Fiskartorget utgjorde den dåtida stadsdelen Våmbafjärdingens södra begränsning. Mot Saltsjön låg “Bron“ eller “Allmänningsbron” som var hamnen. Träpålar till denna hamnanläggning har hittats vid flera grävningar. Strandlinjen gick vid den tiden längre inåt land och flyttades österut genom utfyllnader och landhöjningen. För att ha tillgång till torget från hamnen fanns ingen stadsmur längs Fiskartorgets kortsida mot Saltsjön, utan torget flankerades av två torn. Från väst nådde man Fiskartorget via Köpmangatan som slutade här och förband Fiskartorget med Stortorget. 
Vid Fiskartorgets norra sida närmast Österlånggatan fanns redan på 1420-talet ett stenhus som ägdes av Stockholms tyske borgmästare Johan Westfal. Han ägde fler fastigheter i området. Totalt fanns vid 1450-talet fyra stenhus i västra delen av dagens kvarter Python. Delar av dessa fyra stenhus finns ännu bevarade. Vid Fiskartorgets sydvästra sida låg torgbrunnen. Den fanns kvar fram till 1800-talets början och gav namnet åt Brunnsgränd.
År 1525 eldhärjades området. Efter branden styckade staden upp det tidigare Fiskartorget i flera tomter som bebyggdes med korsvirkeshus och bodar av trä och sten. Åren 1637–1641 fanns totalt 21 bodar som hyrdes ut till ryska handelsmän.